# Анастасий II Антиохийски
Анастасий II е антиохийски патриарх от 599 г. Умира в 609 г.
Приятел на папа Григорий Велики, чийто труд „Regula pastoralis curae“ превежда на гръцки език (преводът не е съхранен).
Противник на евреите, които вдигат въстание, убиват го и изгарят останките. Почитан като мъченик и светец (честване: 21 декември).